# リュボミィル・リュボエビッチ
リュボミィル・リュボエビッチ（Ljubomir Ljubojević、1950年11月2日 - ）は、セルビアのチェスプレーヤー。

## 経歴
ウジツェ出身。幼少時はサッカーの選手になりたくてサッカーに熱中していたが、足を怪我したためチェスに転向した。1970年にインターナショナルマスターとなり、翌年にはグランドマスターとなった。
1970年代後半には同年輩のロベルト・ヒュプナー（ドイツ）、エンリケ・メッキング（ブラジル）、ウルフ・アナスン（スウェーデン）とともに「四羽烏」と呼ばれ、当時世界チャンピオンだったアナトリー・カルポフからチャンピオンを奪うのはこの4人の中の誰かであるとまで言われた一流プレーヤーであった。だがカルポフからタイトルを奪ったのは1980年代に入ってから台頭してきたガルリ・カスパロフであった。
ユーゴスラビアの解体後はセルビア・モンテネグロのプレーヤーとして、セルビア・モンテネグロの解体後はセルビアのプレーヤーとして活動。だが2015年現在、スペインに在住。